# Józef Przyłuski
Józef Przyłuski (ur. 15 kwietnia 1938 w Warszawie) – polski rolnik, poseł na Sejm PRL VI kadencji.

## Życiorys
W 1958 roku ukończył Liceum im. gen. Józefa Sowińskiego w Warszawie. Następnie podjął studia na Politechnice Warszawskiej. Po dwóch latach je przerwał i przejął gospodarstwo rolne rodziców w Kopanie, w którym odtąd pracował. Zasiadał w zarządzie powiatowym Związku Młodzieży Polskiej, był także członkiem Związku Młodzieży Wiejskiej. W 1965 wstąpił do Zjednoczonego Stronnictwa Ludowego, gdzie m.in. zasiadał w prezydium Powiatowego Komitetu, pełnił funkcję prezesa Gminnego Komitetu, a także był sekretarzem koła. W 1972 uzyskał mandat posła na Sejm PRL w okręgu Pruszków. Zasiadał w Komisji Nauki i Postępu Technicznego.